# بيرينغ بوينت
BearingPoint Holding BV هي شركة استشارات إدارية متخصصة في الاستشارات الإدارية والتكنولوجية. منذ الاستحواذ الإداري في شهر أغسطس من عام 2009، أصبحت الشركة مملوكة لحوالي 180 شريكًا في قارة أوروبا. توظف شركة BearingPoint حوالي 5300 شخص في 24 دولة في كل من آسيا واروبا وافريقيا والامريكتين الشمالية والجنوبية.

## ملف تعريف الشركة
يقع المقر الرئيسي للشركة الأم BearingPoint هو أمستردام. الشركة ممثلة في ثمانية مواقع في ألمانيا: فرانكفورت أم ماين (المقر الرئيسي)، برلين، دوسلدورف، هامبورغ، لايبزيغ، ميونيخ، شتوتغارت وفالدورف (مركز حلول SAP). في سويسرا، يتم تمثيل BearingPoint في زيوريخ وجنيف. يوجد في النمسا فرعان للشركة في فيينا و الفرع الثاني في بريمشتات بالقرب من مدينة جراتس مركز مقاطعة شتايرمارك.

## اصل التسمية
يأتي الربط بين الكلمتين "Bearing Point" في الأصل من التوجيه ويعني حرفيًا "نقطة الاتجاه" أو "اتجاه المسار". يهدف الاسم إلى الإشارة إلى أن BearingPoint هي شريك تجاري ناجح يساعد عملائها على توفير التوجيه المناسب وتحقيق النتائج الاجابية لتحقيق النجاح على المدى الطويل.

## الجزائر
مصادر موثوقة أشارت إلى اهتمام عدة مكاتب دولية بمناقصة أطلقتها اتصالات الجزائر لتحديث نظام المعلومات، مع تسليط الضوء على مشاركة مكاتب بارزة مثل أرثور دي ليتل، بيرينغ بوينت، كورت سالمون، رولان بيرجر، دولويت، وأرنست أند يونغ، الأخيران من بين "الأربعة الكبار" في الاستشارات العالمية. هذه المكاتب لها سجل في دعم كبرى الشركات الجزائرية والمؤسسات الحكومية.

## الأردن
الحكومة الأردنية تعقد شراكة إستراتيجية مع بيرنغ بوينت لتعزيز النمو الاقتصادي ودعم القطاع الخاص والاتصالات. الاتفاقية، الموقعة بين وزير الاتصالات الأردني ونائب رئيس بيرنغ بوينت للأسواق الناشئة، تهدف لتحقيق تقدم في الخدمات الحكومية وتعزيز الاستثمار. بيرنغ بوينت تخطط لاستغلال الموارد الأردنية، وإنشاء مركز إقليمي للإصلاح الإداري، بالتعاون مع شركات محلية لتوسيع الصادرات الأردنية في قطاع التكنولوجيا.

## روابط انترنت
- موقع BearingPoint الألماني